# Каскейд (округ)
Округ Каске́йд (англ. Cascade County) располагается в штате Монтана, США. Официально образован в 1887 году. По состоянию на 2010 год, численность населения составляла 81 327 человек.

## География
По данным Бюро переписи США, общая площадь округа равняется 7 021,497 км2, из которых 6 987,827 км2 суша и 33,670 км2 или 0,500 % это водоемы.
По округу протекает река Белт-Крик.

## Население
По данным переписи населения 2010 года в округе проживает 81 327 жителей в составе 33 809 домашних хозяйств и 21 403 семей. Плотность населения составляет 12,00 человек на км2. На территории округа насчитывается 37 276 жилых строений, при плотности застройки около 13,00-ти строений на км2. Расовый состав населения: белые — 89,20 %, афроамериканцы — 1,20 %, коренные американцы (индейцы) — 4,30 %, азиаты — 0,80 %, гавайцы — 0,10 %, представители других рас — 0,60 %, представители двух или более рас — 3,60 %. Испаноязычные составляли 3,30 % населения независимо от расы.
В составе 32,20 % из общего числа домашних хозяйств проживают дети в возрасте до 18 лет, 52,30 % домашних хозяйств представляют собой супружеские пары проживающие вместе, 9,90 % домашних хозяйств представляют собой одиноких женщин без супруга, 34,10 % домашних хозяйств не имеют отношения к семьям, 28,80 % домашних хозяйств состоят из одного человека, 10,90 % домашних хозяйств состоят из престарелых (65 лет и старше), проживающих в одиночестве. Средний размер домашнего хозяйства составляет 2,41 человека, и средний размер семьи 2,97 человека.
Возрастной состав округа: 26,00 % моложе 18 лет, 9,10 % от 18 до 24, 28,10 % от 25 до 44, 22,80 % от 45 до 64 и 22,80 % от 65 и старше. Средний возраст жителя округа 37 лет. На каждые 100 женщин приходится 97,90 мужчин. На каждые 100 женщин старше 18 лет приходится 95,70 мужчин.
Средний доход на домохозяйство в округе составлял 32 971 USD, на семью — 39 949 USD. Среднестатистический заработок мужчины был 28 993 USD против 20 970 USD для женщины. Доход на душу населения составлял 17 566 USD. Около 10,40 % семей и 13,50 % общего населения находились ниже черты бедности, в том числе — 18,60 % молодёжи (тех, кому ещё не исполнилось 18 лет) и 8,40 % тех, кому было уже больше 65 лет.